# 衛城
卫城，特指雅典的卫城，或泛指任何城市的卫城。

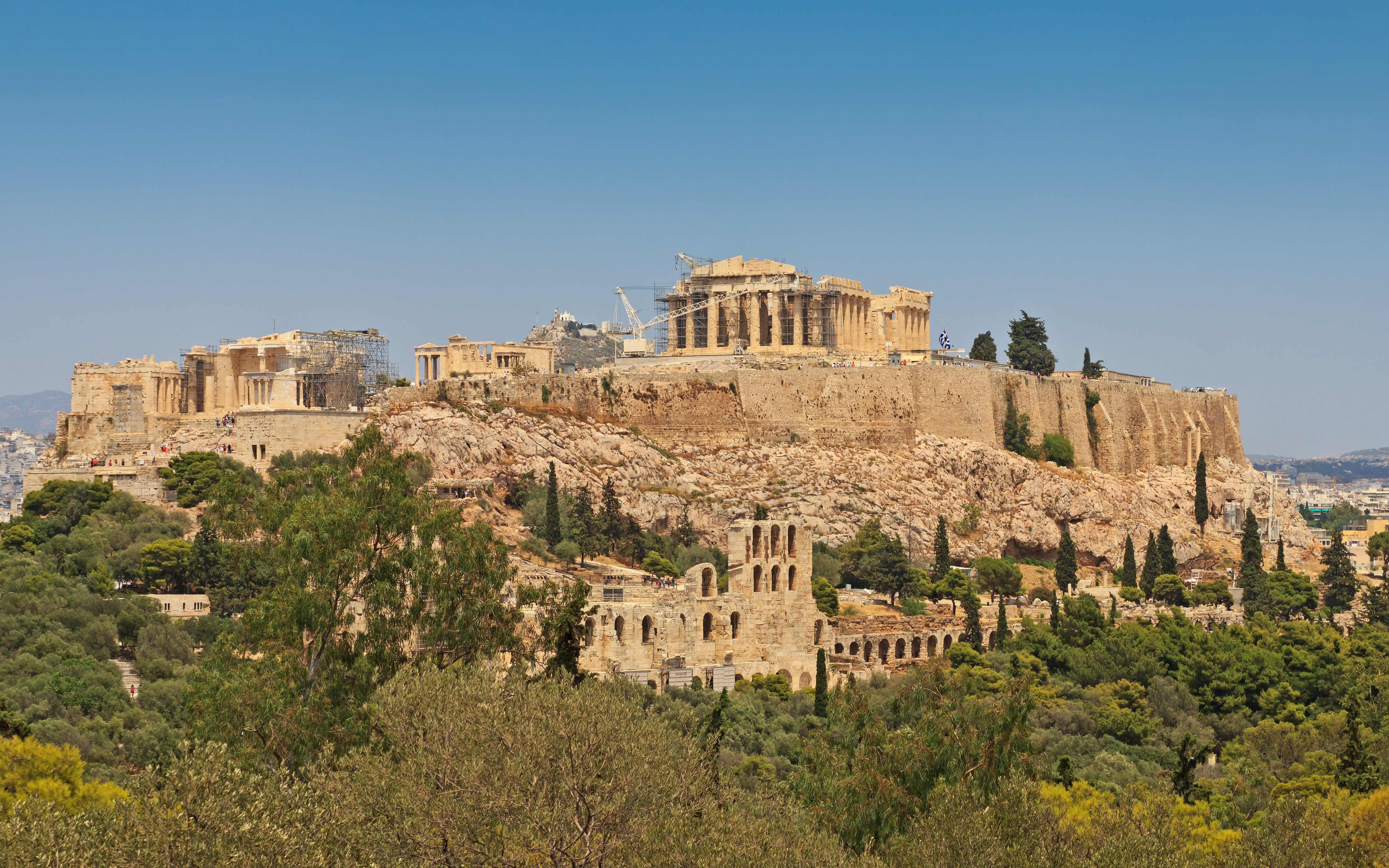
雅典衛城

希腊文akros (άκρος) or akron (άκρον) 意思是最高的, 而 polis (πόλις) 意思是城。所以卫城的直译是“最高的城”。
人类进入农耕时代后，需要进入平原进行耕作。然而平原相对于山区的不利因素是其易攻难守，于是早期的人们在山下平原修建城市的同时也在城市附近的山区修建被称为卫城的军事要塞。这样做的目的是，一旦城市受到战争的威胁，居民们可以迁移到易守难攻的卫城进行持久战、消耗战。如此可以降低财产和人口的损失。